# Galt Red Wings
Galt Red Wings je bil mladinski hokejski klub iz Galta, danes del mesta Cambridge. Deloval je v ligi Ontario Hockey Association od 1944 do 1947 kot podružnično moštvo NHL ekipe Detroit Red Wings. Domača dvorana kluba je bila Galt Arena Gardens.
Klub se je prvotno imenoval Galt Canadians med sezono 1943/44, a je nato prejel sponzorstvo s strani NHL in se preimenoval v Galt Red Wings. Sponzorstvo je trajalo tri sezone, Galt pa je vsakokrat končal sezono blizu vrha lestvice. Novi lastniki so leta 1947 klub preimenovali v Galt Rockets.
Med sezono 1944/45 je klub vodil Gordie Howe, kasnejši član Hokejskega hrama slavnih lige NHL. V tej sezoni se je klub uvrstil v finale pokala J. Ross Robertson Cup, a naposled izpadel po štirih tekmah proti moštvu Toronto St. Michael's Majors. V finale se je klub zopet uvrstil v sezoni 1946/47, tedaj jih je vodil še en kasnejši član Hokejskega hrama slavnih lige NHL, Terry Sawchuk, a so še drugič po štirih tekmah izgubili proti Majorsom. 

## NHL igralci
Iz moštva Galt Rockets je 14 igralcev napredovalo do lige NHL:
| - Pete Babando - Pete Conacher - Lee Fogolin - Fred Glover | - Warren Godfrey - Bronco Horvath - Gordie Howe - Tom McGrattan | - Marty Pavelich - Nels Podolsky - Jack Price | - Terry Sawchuk - Barry Sullivan - Bill Wylie |

## Izidi
| Sezona  | Moštvo    | Tekem | Zmag | Porazov | Remijev | TOČ | %     | GF  | GA | Uvrstitev                |
| 1943/44 | Canadians | 26    | 15   | 11      | 0       | 30  | 0.577 | 125 | 97 | 2. v Skupini 2           |
| 1944/45 | Red Wings | 20    | 12   | 8       | 0       | 24  | 0.600 | 83  | 91 | 2. v OHA (delitev mesta) |
| 1945/46 | Red Wings | 28    | 22   | 6       | 0       | 44  | 0.786 | 187 | 96 | 2. v OHA                 |
| 1946/47 | Red Wings | 36    | 27   | 9       | 0       | 54  | 0.750 | 232 | 99 | 3. v OHA                 |